# Sedum nevadense
Sedum nevadense är en fetbladsväxtart som beskrevs av Cosson. Sedum nevadense ingår i Fetknoppssläktet som ingår i familjen fetbladsväxter. Inga underarter finns listade i Catalogue of Life.